# Moses Blah
Moses Zeh Blah (Condado de Nimba, Liberia, 18 de abril de 1947 - Monrovia, Liberia, 1 de abril de 2013) fue un militar y diplomático liberiano, Presidente de Liberia entre el 11 de agosto y el 14 de octubre de 2003, tras la renuncia de Charles Taylor. Gobernó durante dos meses, hasta ser sustituido por un gobierno de transición, comandado por Charles Gyude Bryant.